# SUNSHOWER
『SUNSHOWER』（サンシャワー）は、1977年7月25日に発売された大貫妙子通算2作目のスタジオ・アルバム。坂本龍一やクリス・パーカーをはじめとする豪華なミュージシャンを迎え、フュージョンやクロスオーバー・AORを先進的に取り入れた作品で、シティ・ポップ初期を代表する名盤として評価されている。

## 解説
パナム・レーベルでの最後のオリジナル・アルバム。プロデュースを担当した国吉静治によれば、「この2枚目のアルバムは、シュガー・ベイブ色の強かったファースト・アルバムに比べ、クロスオーバーぽい味付けがされている作品となっています。この時代、ジャズから派生したクロスオーバーというジャンルが確立され、皆それぞれ大なり小なり影響を受けていたわけで、アルバム制作の打ち合わせでも自然とその方向性が打ち出されました。全曲、坂本龍一さんの編曲。参加ミュージシャンも当時最も旬な人たちに決定。でもそこに何かひとつ本場の色を付加したく思案していました。そんな頃、1977年4月8日から10日まで晴海国際展示場で開催された“ローリング・ココナツ・レビュー”というコンサートがありました。我々レコーディング・スタッフでお目当ての“Stuff”を見に行ったところ、『あー、これこれこのドラムの人に是非お願いしたい』と盛り上がり、無謀にもその場で交渉。とりあえず一度ニューヨークに戻り5月に再度来日してくれることになり、交渉成立。このことが、このアルバムの出来上がりを大きく決定つける要因になりました」という。
1977年5月13日から6月6日までの26日間、クリス・パーカーをニューヨークから呼ぶことになった時点で、スタジオに入る時はすべてのアレンジが仕上がっている必要があった。その結果、大貫が作り続けてきたアルバムの中でもっとも早い期間で制作された。
アルバムの制作背景について大貫は「『サンシャワー』になったら、レコード会社があまり力を入れてくれなくなったわけです。ちょうどその頃、事務所が解散したこともあって、一切、外野がいなくなって、坂本くんと私だけになって。だから、もう好きなように作ってしまえという感じで、もうレコード売れるとか売れないとか、全然関係なく。ちょうど出てきたのが、いわゆるフュージョンとかクロスオーバー。そういうものを聴きまくってまして、ますますアメリカのロックなど、面白くなくなっちゃって。自分の中でポップスとか色褪せてきてしまったところだったから、音作りの方に興味がいってしまって、完璧にサウンド指向になってしまいまして。やっぱり自分がヴォーカルであるにもかかわらず、歌のことをちょっと忘れて。今思うとサウンドがちょっと前に出過ぎちゃったかしらと。でも当時としては、よくできたアルバムだと思うけど。坂本くんも本当に力を入れて、いいアレンジをしてくれました」と答えていた。
2014年にはバラエティ番組『Youは何しに日本へ？』において本作のアナログ・レコードを探しに訪日したアメリカ人が取り上げられたことで話題を呼び、その後も複数回LPレコードが再プレスされている。2015年には、「都会」と「くすりをたくさん」のカップリングによるアナログ7インチ盤が限定リリースされた。
タイトルは英語で“天気雨”の意味。

## 収録曲

### SIDE A
1. Summer Connection  –  (4'29")
  - 作詞 · 作曲 : 大貫妙子
  - 詞は、夏のイメージで作られた[book 4]。
2. くすりをたくさん  –  (4'07")
  - 作詞 · 作曲 : 大貫妙子
  - 医者に行くと山の様に薬を沢山くれるという事への、医療に関しての批判があったという[book 4]。
3. 何もいらない  –  (4'00")
  - 作詞 · 作曲 : 大貫妙子
  - 大貫によれば「この時の社会に対して、周りの環境に対して、否定的だったんです。もう全部捨ててしまいたいというか、全部雨のように流して、もう一回最初からやり直せないだろうか、この世の中をと。そんな気持ちがすごくありました」[book 4]という。
4. 都会  –  (5'09")
  - 作詞 · 作曲 : 大貫妙子
  - 大貫は「ずっと東京にいる事もあって、都会とか街に対するこだわりはずっとあって、そういった歌を歌い続けてきたんですが、よくいわれる都会の中の淋しさとか孤独感以外にやっぱり都会ってすごく好きなんです、楽しい事がたくさんあって。でも、このアルバムに関しては、都会の華やかさを否定している訳です。毎夜浮かれて歩いている若い人達とか。そういった何ひとつ生産的な事はない、ただ一夜飲み明かすだけのそういったものに対しての批判かな。もっとやる事があるんじゃないだろうかという気持ちがすごくありまして。これはすごく好きな曲です」[book 4]とし、スティーヴィー・ワンダーの影響で作った曲だという。
5. からっぽの椅子  –  (5'35")
  - 作詞 · 作曲 : 大貫妙子
  - シュガー・ベイブのラスト・コンサートでも歌われた曲。この曲について大貫は「時々ポッカリと穴が開くっていうのかしら、ひとりで住んでると。そういう事ってあるんですよね。そういったイメージ」[book 4]だという。また「ジャズの中にはスロー・ナンバーがかならずありますが、そういうニュアンスでやりました。ジャズになりきるつもりはありませんでしたが」[book 4]とも答えている。

### SIDE B
1. Law Of Nature  –  (3'46")
  - 作詞 · 作曲 : 大貫妙子
  - 大貫が好きだったトッド・ラングレンの“ユートピア”のイメージで書かれ、これもやはり批判的というか、問題を投げかけている曲だという。大貫は「非常にナチュラルになっていきたいという願望があった時期で、今まで積もり積もってきた垢みたいなものがありますよね、そういったものを全部そぎ落とした素顔を非常に見たいというのがあったんです。飛行機で空を切り裂いてしまってっていうのか、そういうものへの悲しさみたいなものを歌っているんです」[book 4]という。
2. 誰のために  –  (5'30")
  - 作詞 · 作曲 : 大貫妙子
  - 大貫によれば「まさしく弱者からの叫びという感じです。地位とか名誉がなければ、本当に世の中は認めてくれないということがありますが、そういったものへの訴えみたいなものがあります。自分のやりたいことを押し通すということはすごく大変なことで、時々逃げ出したくなるけれど、逃げ出したからといって、それで楽になるか満足するかということはわからないし、だから非常に揺れ動いていた時期です。自分の頑なに守っているものをどこまで押し通せるかという事の表われっていうのか、そういった曲です」[book 4]という。
3. Silent Screamer  –  (3'31")
  - 作詞 · 作曲 : 大貫妙子
  - この曲もまた逃避願望がテーマの曲。大貫は「エネルギーが結構充満していた時期なんです。これは一応車に乗って、暴走族みたいな気分でワーッととばすイメージなんですが、せめて音楽だけでもそうしたかったというか暴走したかったんです。本当に何かにワーッと突っ込んで自分をバラバラにしたいっていう、そういう心が強い曲です」[book 4]という。
4. Sargasso Sea  –  (2'46")
  - 作詞 · 作曲 : 大貫妙子
  - 藻が絡んで船が座礁沈没する“魔の海”と呼ばれるサルガッソ海をテーマに歌った曲[book 4]。
5. 振子の山羊  –  (5'40")
  - 作詞 : 大貫妙子、作曲 : 坂本龍一
  - 大貫は「人間の終末を象徴的に描いているんです。やがて来る人間の終末みたいなものを。滅びてしまうっていう。でも結局また、輪廻みたいなものを信じているので、滅びてしまって枯れ草になってもそれを栄養にしてまた新しいものが芽生えるという不思議っていうのかしら、世の中の。そういったものをテーマに書きました」[book 4]という。

## クレジット
| Players                                                              |
| Ryuichi Sakamoto keyboards                                           |
| Yuh Imai keyboards                                                   |
| Kazumi Watanabe guitar                                               |
| Kenji Ohmura guitar                                                  |
| Tsunehide Matsuki guitar                                             |
| Kohichi Hara guitar                                                  |
| Haruomi Hosono bass                                                  |
| Tsugutoshi Goto bass                                                 |
| Chiristopher Parker drums                                            |
| Nov Saitoh percussion                                                |
| Shigeharu Mukai trombone                                             |
| Yasuaki‘Sec’Shimizu saxophone                                        |
| Tatsuro Yamashita background vocal                                   |
|                                                                      |
| Yuh Imai and Tsugutoshi Goto appears courtesy of Victor Records      |
| Tatsuro Yamashita appears courtesy of RCA Records                    |
| Chiristopher Parker appears courtesy of Warner Bros. Records / Stuff |
|                                                                      |
| Produced by SEIJI KUNIYOSHI & AKIRA IKUTA                            |
| Co-produced by TAEKO OHNUKI                                          |
|                                                                      |
| Musical Direction and Arranged by RYUICHI SAKAMOTO                   |
|                                                                      |
| Engineered by SHINICHI TANAKA                                        |
| Recorded at Sound City and Crown Studio, Tokyo,                      |
| May 13-June 6, 1977                                                  |
| Mixed at Sound City, Tokyo                                           |
| Mastered at TOYO KASEI, Tokyo                                        |
| Special Thanks to Hiroko Horigami                                    |
| and Masako Hikasa for their assistance.                              |
|                                                                      |
| Art Direction by KAZUHIRO SATO                                       |
| Photography by TOHRU OHNUKI                                          |

## Taeko Ohnuki CROWN YEARS Paper Sleeve Collection

### 解説
2007年、大貫監修・書下ろしセルフライナー収載による紙ジャケット仕様限定盤にて再発。別アレンジおよび別レコーディング・メンバーによる「サマー・コネクション」のシングル・ヴァージョンと、そのカップリング曲のアルバム未収録曲「部屋」、さらに、ゲスト・ヴォーカルとして参加した松任谷正隆のアルバム『夜の旅人』収録曲「荒涼」をボーナス・トラックとして収録。2007年リマスタリング音源を使用。2010年にはブルースペックCDにて、プラ・ケース仕様で通常盤として再発された。

### 収録曲
1. Summer Connection  –  (4'30")
2. くすりをたくさん  –  (4'09")
3. 何もいらない  –  (4'01")
4. 都会  –  (5'10")
5. からっぽの椅子  –  (5'34")
6. Law Of Nature  –  (3'47")
7. 誰のために  –  (5'30")
8. Silent Screamer  –  (3'32")
9. Sargasso Sea  –  (2'47")
10. 振子の山羊  –  (5'40")
[BONUS TRACKS]
11. サマー・コネクション  –  (4'12")
  - 作詞・作曲 : 大貫妙子、編曲 : 坂本龍一
  - Single ZP-29 / 1977年7月5日リリース
  - アルバム収録曲とはテイクが異なる。
12. 部屋  –  (3'24")
  - 作詞・作曲 : 大貫妙子、編曲 : 坂本龍一
  - Single ZP-29 / 1977年7月5日リリース
  - 大貫は「私の曲の中でもすごく気に入っている曲なんです。陽の中に色ってありますよね、赤とか。そういう水彩画のようなイメージで詞を書きたかったんです」[book 4]と答えている。
13. 荒涼  –  (3'45")
  - 作詞 : 松任谷由実、作曲 : 松任谷正隆、編曲 : 松任谷正隆
  - ※松任谷正隆『夜の旅人』より (GW-4033 / 1977年11月25日リリース)

### クレジット

#### Summer Connection
| 坂本龍一 Steinway Piano   |
| 今井裕 Fender Rhodes      |
| 大村憲司 Guitar (solo)    |
| 松木恒秀 Guitar           |
| 後藤次利 B.C. Rich Bass   |
| クリス・パーカー Drums    |
| 斉藤ノブ Percussion       |
| 大貫妙子 Background Vocal |
| 山下達郎 Background Vocal |

#### くすりをたくさん
| 坂本龍一 Fender Rhodes    |
| 大村憲司 Guitar           |
| 細野晴臣 Bass             |
| クリス・パーカー Drums    |
| 斉藤ノブ Percussion       |
| 中川昌三 Flute            |
| 大貫妙子 Background Vocal |
| 山下達郎 Background Vocal |

#### 何もいらない
| 坂本龍一 | - Fender Rhodes, Organ, - Yamaha Polyphonic Synthesizer CS-80 |

| 松木恒秀 Guitar                    |
| 後藤次利 Bass                      |
| クリス・パーカー Drums, Tambourine |
| 斉藤ノブ Percussion                |
| 渡辺香津美 Guitar (solo)           |

#### 都会
| 坂本龍一 | - Fender Rhodes, - Yamaha Polyphonic Synthesizer CS-80 |

| 大村憲司 Guitar            |
| 細野晴臣 Bass              |
| クリス・パーカー Drums     |
| 清水靖晃 Soprano Saxophone |
| 大貫妙子 Background Vocal  |
| 山下達郎 Background Vocal  |

#### からっぽの椅子
| 坂本龍一 Fender Rhodes, Arp Odyssey |
| 今井裕 Steinway Piano               |
| 松木恒秀 Guitar                     |
| 後藤次利 Bass                       |
| クリス・パーカー Drums              |
| 斉藤ノブ Percussion                 |
| 清水靖晃 Tenor Saxophone            |

#### Law Of Nature
| 坂本龍一 | - Fender Rhodes, - Yamaha Polyphonic Synthesizer CS-80 |

| 渡辺香津美 Guitar (solo) |
| 松木恒秀 Guitar          |
| 後藤次利 Bass            |
| クリス・パーカー Drums   |
| 斉藤ノブ Percussion      |

#### 誰のために
| 坂本龍一 Fender Rhodes, Steinway Piano, Arp Odyssey |
| 原宏一 Guitar                                       |
| 細野晴臣 Bass                                       |
| クリス・パーカー Drums                              |
| 斉藤ノブ Percussion                                 |

#### Silent Screamer
| 坂本龍一 | - Steinway Piano, Organ, - Yamaha Polyphonic Synthesizer CS-80 |

| 松木恒秀 Guitar        |
| 後藤次利 Bass          |
| クリス・パーカー Drums |
| 斉藤ノブ Percussion    |
| 向井滋春 Trombone      |

#### Sargasso Sea
| 坂本龍一 Arp Odyssey, Steinway Piano, Fender Rhodes |

#### 振子の山羊
| 坂本龍一 | - Steinway Piano, Marimba, - Yamaha Polyphonic Synthesizer CS-80 |

| 松木恒秀 Guitar        |
| 大村憲司 Guitar (solo) |
| 後藤次利 Bass          |
| クリス・パーカー Drums |
| 斉藤ノブ Percussion    |

#### サマー・コネクション (single version)
| 坂本龍一 Keyboards       |
| 鈴木茂 Electric Guitar   |
| 松木恒秀 Electric Guitar |
| 田中章弘 Bass            |
| 村上秀一 Drums           |
| 斉藤ノブ Percussion      |

#### 部屋
| 坂本龍一 | - Steinway Piano, Fender Rhodes, - Yamaha Polyphonic Synthesizer CS-80 |

| 鈴木茂 Electric Guitar   |
| 吉川忠英 Acoustic Guitar |
| 田中章弘 Bass            |
| 林立夫 Drums             |
| 斉藤ノブ Percussion      |

#### 荒涼
| 松任谷正隆 Keyboards, Vocal |
| 細野晴臣 Bass               |
| 林立夫 Drums                |
| 瀬戸龍介 Acoustic Guitar    |
| 斉藤ノブ Percussion         |

#### スタッフ
| “Taeko Ohnuki CROWN YEARS”                                   |
| 監修 : 大貫妙子                                              |
| クリエイティブ・ディレクション : 長門芳郎 (BELIEVE IN MAGIC) |
| マスタリング : 中里正男 (ONKIO HAUS)                         |
|                                                              |
| 制作 : 久保隆 (NIPPON CROWN)                                 |
| デザイン : 吉本栄 (BELIEVE IN MAGIC)                         |
| デザイン・コーディネーター : 大槻恭子 (NIPPON CROWN)         |
|                                                              |
| 協力 : 国吉静治、原田奈津子 (PROMAX)、日笠雅水、牧村憲一     |

## カヴァー

### 都会
| アーティスト      | 収録作品（初出のみ）                                    | 発売日         | 規格               | 品番         |
| ----------------- | ------------------------------------------------------- | -------------- | ------------------ | ------------ |
| COUCH             | 音のブーケ                                              | 2008年03月02日 | CD                 | CXCA-1225    |
| 土岐麻子          | Summerin'                                               | 2008年06月25日 | CD                 | RZCD-45913   |
| サノトモミ        | ミッドナイトエクスプローラー                            | 2011年09月14日 | CD                 | ALCP-2023    |
| 岡村靖幸+坂本龍一 | 大貫妙子トリビュート・アルバム -Tribute to Taeko Onuki- | 2013年12月18日 | 2CD                | RZCM-59438/9 |
| Erika.            | unJour                                                  | 2013年06月19日 | CD                 | SHINI-1      |
| CAT BOYS          | 都会 / カリフォルニア・ウーマン                         | 2015年10月30日 | 7"シングルレコード | CONY-002     |
| Leyona            | わすれちゃうよ                                          | 2016年08月03日 | CD                 | DDCZ-2102    |
| 田中裕梨          | CITY LIGHTS                                             | 2016年12月28日 | CD                 | DSB-24       |